# Српска православна црква у Србобрану
Српска православна црква у Србобрану је грађена у периоду од 1787. до 1807. године, представља споменик културе од великог значаја.

## Историјат
Српска православна црква у Србобрану је посвећена Светом Богојављењу Господњем, грађена је, са прекидима 20 година, на прелазу 18. у 19. век. Храм је изгорео у грађанском рату 1849. године, те је касније, 1851. године троносан од стране српског патријарха Јосифа Рајачића.
Значајан је за оправку и украшавање православне цркве, грађанин Васа Николић "Џавер". Он је ангажовао иконописца Радонића и дао прилоге.
Са цркве су однета звона у Првом светском рату, касније није могла бити добро одржавана. На крају је оправљена и поново освећена на Врбицу 1. априла 1939.
Током 2023. рађена је реконструкција цркве.

## Архитектура и сликарство
Црква представља једнобродну класицистичку грађевину, са остацима барокних облика и прва међу бачким црквама са два висока звоника. На источној страни има полукружну олтарску апсиду, а на западној страни два висока звоника, где је апсида споља петострана а изнутра полукружна.
Иконостас, као и фреску Свете Тројице са четири јеванђелиста, радио је академски сликар Новак Радоњић из Мола до лета 1862. године, док је резбарију иконостаса радио је од 1859. до 1863. године Георгије Девић, а позлату Адолф Нађ из Новог Сада. Иконе и зидне слике је осликао Новак Радоњић 1861. године, певнице и тронове Константин Пантелић, док стакло-сликарске радове (витраже) са ликовима светих израдила је стакло-сликарска радионица Станишић из Сомбора.